# Vemakylindrus hystricosa
Vemakylindrus hystricosa is een zeekommasoort uit de familie van de Diastylidae. De wetenschappelijke naam van de soort is voor het eerst geldig gepubliceerd in 2002 door Gerken.